# 산청 소남리 권씨고가
산청 소남리 권씨고가(山淸 召南里 權氏古家)는 대한민국 경상남도 산청군 단성면 소남FL에 있는 조선시대의 건축물이다. 1986년 8월 6일 경상남도의 문화재자료 제164호로 지정되었다.

## 개요
안채, 사랑채와 헛간채가 앞뒤로 나란히 배치되어 三자 형태를 취하고 있다.
안채는 앞면 8칸·옆면 2칸 규모로 큰 一자형의 평면을 이루고 있으며, 지붕은 옆에서 볼 때 사람 인(人)자 모양의 맞배지붕이다.
사랑채는 앞면이 6칸·옆면 2칸이며 가운데 2칸 대청을 두고 대청 뒷면에 문을 두었으며 좌우에 방을 두었다. 방은 정면으로 출입하는 문이 없고 빛이 드는 창을 내었다.
건물을 지을 당시에는 일반 남부지방 건물이었으나 양쪽 측면으로 지붕을 달아내고 누마루 형식의 대청과 부엌에 필요한 광을 늘려 지어 집의 규모가 커졌다.
경사지에 대지를 조성하여 안채 기단이 없고 사랑채에 툇마루가 있는 방을 두어 안채 마당에서 사랑채 출입을 쉽게 할 수 있도록 배려한 점이 특이하다.

## 참고 자료
- 산청 소남리 권씨고가 - 국가유산청 국가유산포털